# Achnophora
Achnophora là một chi thực vật có hoa trong họ Cúc (Asteraceae).

## Loài
Chi Achnophora gồm các loài: